# حبل طي

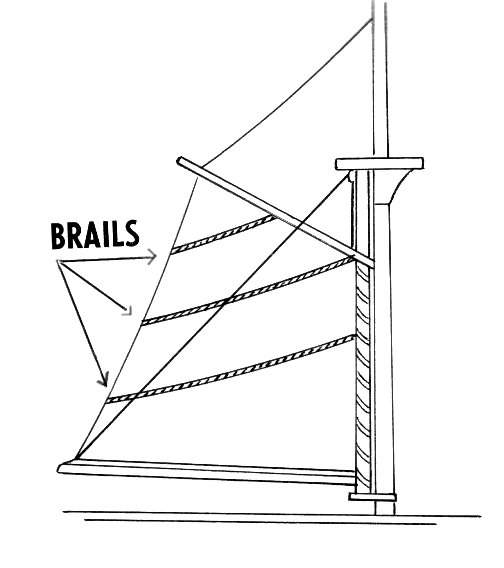

حبل الطي هي حبل أفقي يُشد على الشراع ويستخدم لطيه وجمعه.